# Nigui Saff K-Dance
Nigui Saff K-Dance groupe ivoirien créé en 1997 est composé d’une dizaine de membres dont 4 danseuses et 5 musiciens. Le groupe résulte du désir des jeunes de la commune de Nigui Saff de révéler au grand jour le mapouka qu’ils dansaient depuis 1988 dans le groupe Ambiance facile.
Ce groupe musical voit le jour en 1997 par la volonté de Docteur Albert Pitté de promouvoir et d’exporter le mapouka. Ainsi, pendant plus d'une décennie, la pratique de ce rythme venu du Sud de la Côte d'Ivoire a permis à ce groupe d’ambiance d’avoir à son actif six œuvres musicales : Tchita, Hoza, Feeli'in, Respect, 5e vitesse et Soutien aux éléphants.
Nigui Saff K-Dance qui se veut l’ambassadeur du mapouka à travers le monde a pu obtenir à l'édition Kora Awards 99, le classement de meilleur groupe africain de musique moderne d’inspiration traditionnelle. Il a également glané plusieurs distinctions pendant des tournées européennes pour l’originalité et la qualité de sa musique.

## Itinéraire
1. Oscar du meilleur groupe ambiance 99
2. Oscar du meilleur MAPOUKA 99
3. Sélection au MIDEM 99 à Cannes (France)
4. Vainqueur Kora Awards 99 : meilleur groupe africain de musique moderne d’inspiration traditionnelle
5. Tournée Internationale : France, Hollande, Cameroun, Gabon, etc.
6. Officier dans l’ordre du mérite culturel ivoirien
7. Tournée en Allemagne pour la Promotion de la Côte d’Ivoire au Mondial 2006

## Meilleurs Titres
1. Hommage au Maître du Mapouka
2. Sôzô
3. La vie
4. Tu m'as Plongé
5. Ida